# You're the reason why
You’re the reason why is een single van The Rubettes. Het is afkomstig van hun album Sign of the times. You’re the reason why is geschreven door de zanger/toetsenist Alan Williams en drummer John Richardson. Na zes eerdere hits, was dit het laatste plaatje van The Rubettes dat de Nederlandse hitparades zou halen. In België volgden nog twee bescheiden hitjes.

## Hitnotering
De verkoopcijfers in het Verenigd Koninkrijk vielen tegen. Ze haalde in slechts vier weken notering in de top 50 de 28e plaats

### Nederlandse Top 40
| Positie: | 16 | 8 | 5 | 3 | 3 | 7 | 15 | 30 | uit |

### NederlandseDaverende 30
| Positie: | 23 | 15 | 8 | 7 | 7 | 15 | 26 | uit |

### BelgischeBRT Top 30
| Positie: | 5 | 4 | 9 | 10 | 13 | 19 | 21 | uit |

### VlaamseUltratop 30
| Positie: | 25 | 10 | 6 | 8 | 8 | 12 | 12 | 22 | uit |

### NPO Radio 2 Top 2000
You're the reason why stond alleen in 2000 in de NPO Radio 2 Top 2000, op plek 1875.